# Ворончихин, Семён Иванович
Ворончихин Семен Иванович (20 июля 1902, пос. Малый Ягошур, Глазовский уезд, Вятская губерния, Российская империя — 8 августа 1982, Ижевск, УАССР, СССР) — врач-хирург, доктор медицинских наук, профессор ИГМИ. Заслуженный врач УАССР и РСФСР, отличник здравоохранения СССР, заслуженный деятель науки Удмуртии.

## Биография
Родился в поселке Малый Ягошур Глазовского уезда (ныне Балезинского района Удмуртии) семье крестьянина. По национальности удмурт.
В 1916—1920 годах учился в Глазовской учительской семинарии, после окончания которой год работал учителем в школе села Нововолково.
В 1921 году поступил на медицинский факультет Томского государственного университета, после окончания которого в 1926 году работал ординатором хирургического отделения Ижевской городской больницы, с 1928 года — ординатором военного госпиталя города Свердловск, с 1929 года — ординатором Ижевской городской больницы.
С 1932 по 1933 годы работал главным врачом Ижевской городской больницы .
В период 1935—1948 годы работал ассистентом, доцентом, заведующим кафедрой оперативной хирургии Ижевского медицинского института.
22 июня 1941 года был назначен главным хирургом эвакуационных госпиталей Народного комитета здравоохранения Удмуртской АССР.
Предложил использовать для местного лечения свищей передней брюшной стенки живицу хвойных деревьев. Разработал метод фиксации костных отломков спицами, проходящими через кость и замурованными в гипсовую повязку. Опробовал новый метод костнопластической ампутации бедра, при котором к опилу бедренной кости прикреплялся надколенник. Выполнял операции по краниопластике, когда в трепанационное отверстие черепа укладывались одно или два ребра больного.
В 1945 году в Москве защитил докторскую диссертацию по применению вневенного гексеналового наркоза.
В 1947 году Семену Ивановичу было присвоено звание профессора.
В период 1948—1952 годов возглавлял Ижевский медицинский институт.
В 1952—1969 годах был заведующим кафедрой факультативной хирургии Ижевского медицинского института.
С 1947 по 1954 год он руководил республиканским обществом «Знание», был председателем общества хирургов Удмуртии, членом правления общества хирургов РСФСР и СССР, членом правления общества травматологов и ортопедов СССР, был членом редакционной коллегии журнала «Хирургия».
Ворончихин автор более 130 научных работ. Под его руководством подготовлены и защищены 4 докторских, 16 кандидатских диссертаций. Изданы 9 сборников, а коллективом его кафедры опубликовано около 250 научных работ.
Разработал метод замещения костной ткани костной крошкой с полным восстановлением опорной функции конечности; способ консервации костей и хрящей в живице; биологический метод лечения ожогов путём нанесения на ожоговую поверхность крови для образования фибриновой плёнки; новый метод операции при выпадении прямой кишки.
Заслуженный врач УАССР, РСФСР, заслуженный деятель науки УАССР. Награждён орденом Ленина, тремя орденами Трудового Красного Знамени, орденом «Знак Почёта».
Председатель Верховного совета Удмуртской АССР 11 марта 1959 — 20 марта 1963.
Скончался 8 августа 1982 г. в Ижевске.